# Zygia chagrensis
Zygia chagrensis là một loài thực vật có hoa trong họ Đậu. Loài này được (Pittier) L. Rico miêu tả khoa học đầu tiên năm 1991.